# Michał Białko
Michał Białko (ur. 19 czerwca 1929 w Baranowiczach, zm. 1 lipca 2020 w Gdańsku) – polski inżynier, elektronik, profesor nauk technicznych, doktor honoris causa trzech uczelni, członek rzeczywisty PAN, wieloletni nauczyciel akademicki Politechniki Gdańskiej, dziekan Wydziału Elektroniki tej uczelni, a od 1996 również wykładowca Politechniki Koszalińskiej.

## Życiorys
Urodził się w Baranowiczach, w województwie nowogródzkiem. W 1939 przeniósł się wraz z rodziną do Pińska, a niedługo potem do Wilna. Po zakończeniu wojny w 1945 osiadł wraz z rodziną w Tczewie. Tu ukończył gimnazjum. W 1949 rozpoczął studia na Politechnice Gdańskiej, ukończone w 1952 dyplomem inżynierskim. Po studiach odbywał praktykę w Warszawie, a niedługo potem kontynuował studia magisterskie w Gdańsku. Ukończył je w 1955 na podstawie pracy dotyczącej wzmacniacza tranzystorowego.
Od 1955 pracował w Politechnice Gdańskiej. Ponieważ macierzysta uczelnia nie miała praw doktoryzowania, jego przewód doktorski przeprowadzony został przez Politechnikę Warszawską. Był pionierem w kraju w zakresie miernictwa parametrów tranzystorów. W 1961 obronił pracę doktorską, a sześć lat później habilitował się na tej samej uczelni. Od 1968 zatrudniony na stanowisku docenta, w 1972 mianowany profesorem nadzwyczjanym, a w 1975 profesorem zwyczajnym. W latach siedemdziesiątych pełnił szereg funkcji organizacyjnych na Wydziale Elektroniki Politechniki Gdańskiej: w latach 1968–1973 był prodziekanem, od 1975 przez trzy kadencje (do 1982) dziekanem, a równolegle w latach 1977–1979 dyrektorem Instytutu Informatyki. Dzięki jego działaniom Politechnika Gdańska nawiązała współpracę z Uniwersytetem w Maryland, skutkującą intensyfikacją badań w zakresie układów scalonych. W tym samym czasie zespół kierowany przez prof. Białko nawiązał współpracę z Institute National Polytechnique de Toulouse we Francji. Jej efektem była między innymi wydana w 1995 współautorska książka Basic Methods for Microcomputer Analysis of Elektronic Circuits oraz tytuł doktora honoris causa, którym profesor został uhonorowany przez francuską uczelnię.
W latach 1982–1984 odbył staż naukowy na uniwersytecie w Alabamie. Po powrocie, w 1986 wybrany w poczet członków Polskiej Akademii Nauk, od 1998 jest członkiem rzeczywistym Akademii. Jest członkiem Komitetu Elektroniki i Telekomunikacji PAN, a w latach 1989–1991 pełnił funkcję wiceprezesa Oddziału PAN w Gdańsku. Od 1991 do 1993 był członkiem Centralnej Komisji do Spraw Stopni i Tytułów. Był też założycielem, a w latach 1997–2003 prezesem Koszalińskiego Towarzystwa Naukowego. Od 1996 jest wykładowcą Politechniki Koszalińskiej. W 2008 otrzymał godność doktora honoris causa Politechniki Gdańskiej, a cztery lata później Politechniki Koszalińskiej.
W swoim dorobku naukowym ma ponad 200 publikacji (autorskich i współautorskich), w tym 9 książek. Wypromował 30 doktorów nauk. Wśród nich 7 zrobiło habilitację, a 5 otrzymało tytuł profesorski. Jednym z jego doktorantów jest pracujący w USA prof. Jacek Żurada, członek zagraniczny PAN.
Odznaczony między innymi Krzyżem Kawalerskim (1973), Krzyżem Oficerskim (1996) oraz Krzyżem Komandorskim (2005) Orderu Odrodzenia Polski.